# Servo (moteur de rendu)

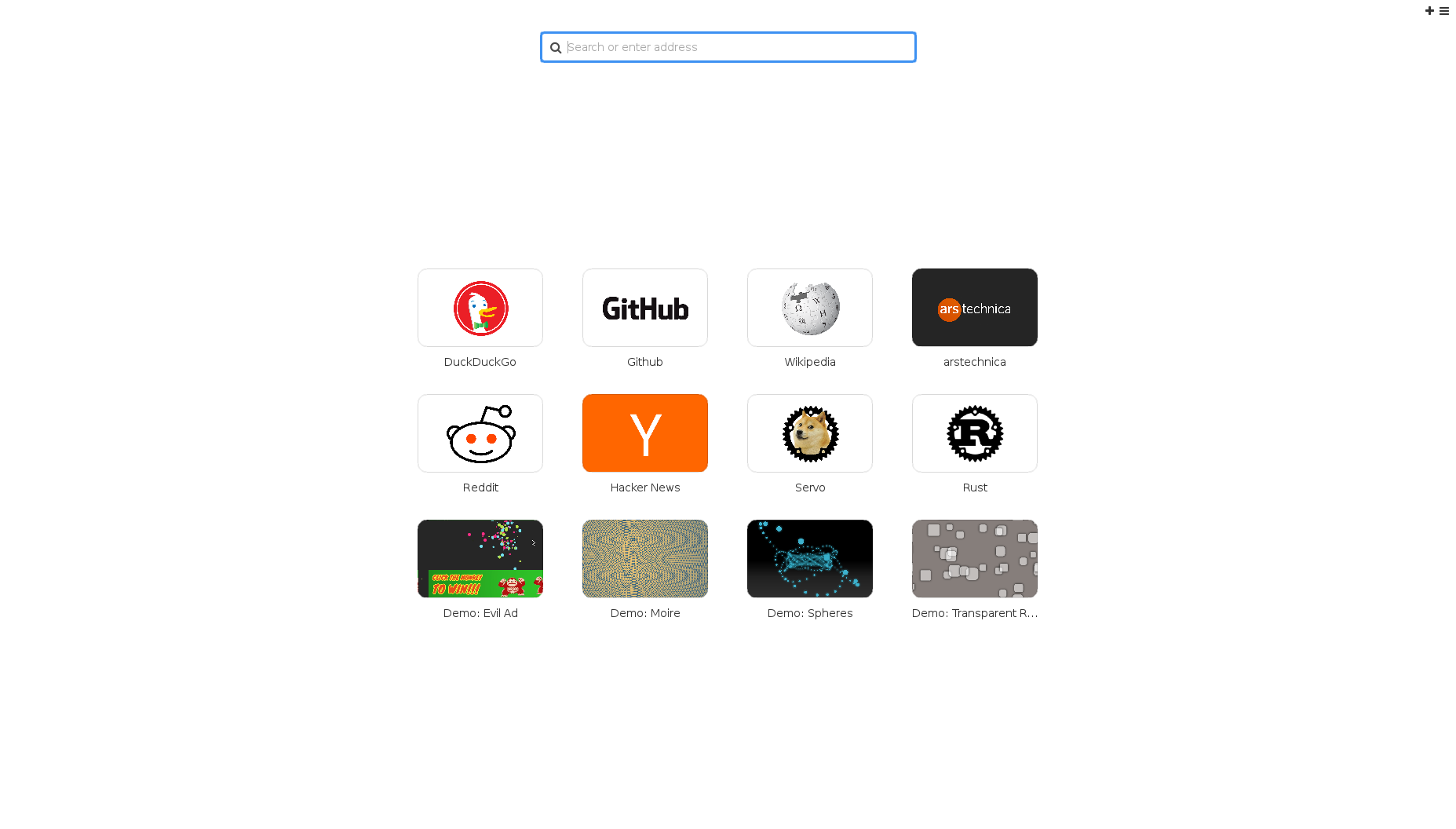
Page d'accueil de Servo

Servo est un moteur de rendu expérimental pour navigateur web en cours de développement. Initié comme un projet de recherche par Mozilla en 2012, c'est aujourd'hui un projet de la Linux Foundation Europe.
Le prototype vise à créer un environnement optimisant l'efficacité énergétique tout en maximisant le parallélisme, dans lequel les composants (tels que le rendu, le parsing HTML, le décodage des images…) sont gérés dans des tâches isolées. Le projet a une relation symbiotique avec le langage de programmation Rust, dans lequel il est développé.
Une version alpha est actuellement téléchargeable et utilisable pour GNU/Linux 64-bit et MacOS X. Pour le moment, cette version est très basique et ne gère pas encore de nombreuses normes du web.

## Histoire
Servo était à l'origine un projet de recherche lancé en 2012 par la Fondation Mozilla, rejointe en 2013 par Samsung. 
En août 2020 pendant la pandémie de Covid-19, Mozilla s'est restructurée en licenciant la plupart de l'équipe de développement Servo ainsi que l'équipe de sécurité de gestion des menaces pour « adapter ses finances à un monde post-COVID-19 et refocaliser l'organisation sur de nouveaux services commerciaux ».
Le projet délaissé par Mozilla a alors été confié à la Fondation Linux. Après une reprise active de son développement début 2023, notamment via des contributions de la société Igalia, il fait désormais partie des projets de la Linux Foundation Europe.